# Der ewige Klang
Der ewige Klang ist ein 1942 entstandener deutscher Spielfilm über den Geigenbau in Mittenwald. Unter der Regie von Günther Rittau spielen Rudolf Prack und Wilhelm Borchert als Geigenbauer-Brüder die männlichen Hauptrollen. An beider Seite ist Olga Tschechowa in der weiblichen Hauptrolle zu sehen.

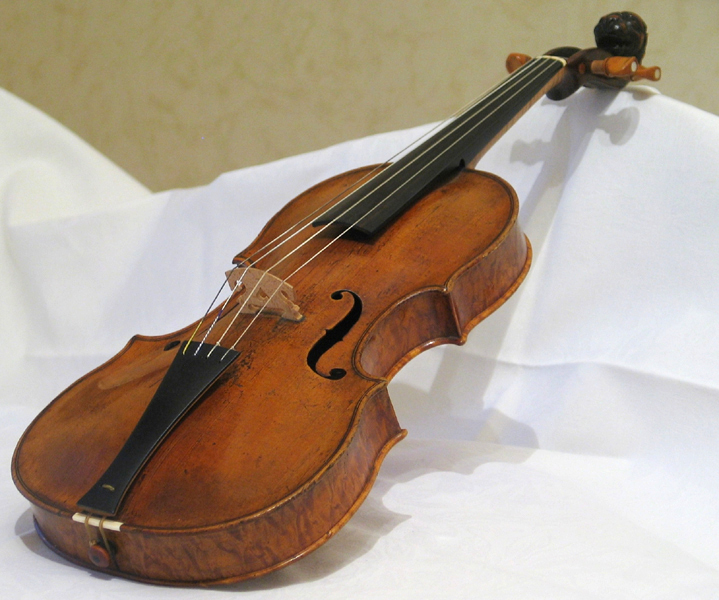
Spielt eine zentrale Rolle im Film: Eine Stainer-Geige (hier von 1658)

## Handlung
Das beschauliche bayerische Örtchen Mittenwald am Nordrand der Alpen ist das Zentrum des deutschen Geigenbaus. Die beiden grundverschiedenen Brüder Berthold und der etwas ältere Matthias haben es hierbei zu beträchtlicher Kunstfertigkeit gebracht. Matthias’ Traum ist es, eines Tages eine Meistergeige wie die Geigen von Stradivari zu bauen. Berthold hat längst nicht so viel Geduld und auch nicht das Talent des Bruders, dafür versteht er einiges vom Geigenspiel. Eines Tages kehrt Matthias mit einer wertvollen Stainer-Geige von einer Reise nach Innsbruck zurück. Er will in Mittenwald das kostbare Instrument zerlegen, um es perfekt nachbauen zu können. Berthold sieht erstmals die Chance, auf einem Instrument allerhöchster Qualität spielen zu können, nimmt die Stainer-Geige kurzerhand an sich entschwindet bei Nacht und Nebel, um sich dem Impresario Grundmann und der einst gefeierten Sängerin Josephine Malti anzuschließen. Voller Zorn über den Verrat des kleinen Bruders bleibt der bestohlene Matthias Buchner verbittert in Mittenwald zurück. Die Malti hat schon lange keinen großen Erfolg mehr gehabt und hofft, dass das meisterliche Geigenspiel Bertholds ihr Ruhm und Anerkennung zurückbringen wird. Der hat sich als Geigenspieler das Pseudonym Bertini zugelegt und wird vom Publikum als Virtuose auf dem Instrument gefeiert. Die neueste Tournee führt ihn sogar nach Amerika.
Dort überfällt Berthold das Heimweh nach seinem alten Leben und nach Mittenwald. Überdies plagt ihn sein schlechtes Gewissen. Berthold braucht einige Zeit, um zu erkennen, dass er für Josephine und Grundmann nur Mittel und Zweck war und beide ihn für ihre eigenen Ziele instrumentalisiert haben. Nach mehreren Jahren in der Fremde kehrt Buchner ins heimatliche Mittenwald zurück, wo sein Bruder Matthias seitdem keine einzige Geige mehr gebaut hat. Dafür hat er sein Herz an die blutjunge Therese, ein Mädchen aus dem Dorf, verschenkt. Die Liebe beflügelt Matthias, der Berthold, als dieser völlig unvermutet vor seiner Tür steht, nicht willkommen heißt, und er beginnt mit dem Bau einer neuen Geige. Matthias ahnt nicht, dass Therese, die Tochter des Altgesellen Florian, in Wahrheit immer auf Bertholds Heimkehr gewartet hat und Matthias’ Gefühle nicht erwidert. Nun, wo Berthold wieder heimgekehrt ist und ihm auch noch die Liebe genommen wird, ist Matthias am Boden zerstört. Therese fühlt sich schuldig an dessen Gemütszustand und überredet den Heimkehrer, für Matthias die neue Buchner-Geige in einem Wettbewerb zu spielen. Berthold gewinnt für Matthias, dem ein perfekter Nachbau der Stainer-Geige gelungen ist, den ersten Preis. Über diesen Sieg kommt es zur Versöhnung der beiden Brüder.

## Produktionsnotizen
Die Dreharbeiten begannen am 2. August 1942 (Außenaufnahmen) bzw. Ende September desselben Jahres (Atelieraufnahmen) und endeten im November 1942. Gedreht wurde in Kitzbühel und Umgebung (Außenaufnahmen) sowie in der Ufa-Stadt Babelsberg sowie im Ufa-Atelier in Berlin-Tempelhof. Die Uraufführung erfolgte am 18. Juni 1943 im deutsch-annektierten Straßburg, Berliner Premiere war am 15. Juli 1943 in mehreren Kinosälen der Hauptstadt.
E. G. Techow übernahm die Produktionsleitung. Artur Günther entwarf die von Willi Eplinius umgesetzten Filmbauten, Marie Luise Lohmann die Kostüme. Bruno Suckau sorgte für den Ton, Kurt Schlawe für die Standfotos. Hans Müller war Rittaus Regieassistent.
Olga Tschechowas Gesangseinlagen wurden von Elisabeth Schwarzkopf intoniert.
Die Herstellungskosten betrugen etwa 1.326.000 RM, bis Mai 1944 wurden bereits 3.565.000 RM eingespielt. Damit war Der ewige Klang ein überwältigender Kassenerfolg.
Der Film erhielt das NS-Prädikat „künstlerisch wertvoll“.
Es wurden die Musiktitel Die Lerche und der Geiger und Heimatlied gespielt.

## Rezeption
Der Filmdienst urteilte: „Volkstümliches und zu Herzen gehendes Drama mit musikalischen Leckerbissen.“
Für Boguslaw Drewniak war dies „ein verkappter Kulturfilm“.